# Gastronomía de los indios nativos de Norteamérica

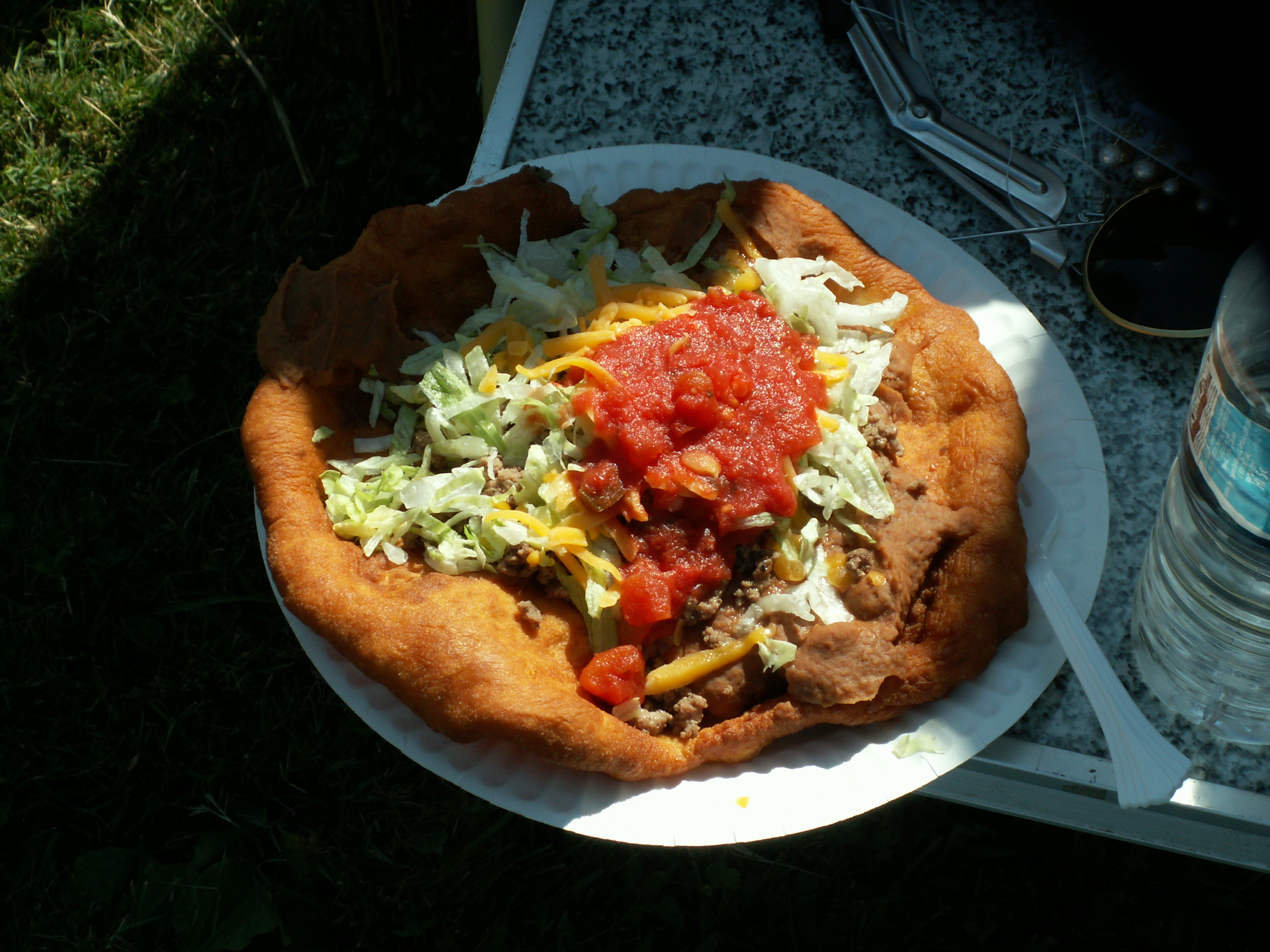
Un taco amerindio - denominado frybread.

La gastronomía de los indios nativos de Norteamérica corresponde a las prácticas culinarias de los habitantes oriundos de Norteamérica. Muchas son las fuentes que han hecho llegar a nuestros días las costumbre de sus prácticas culinarias de estos nativos amerindios, algunos ingredientes como el frybread, el cornbread, el pavo, los arándanos rojos, el arándano, el nixtamal, la sémola de maíz y el mush forman parte de los platos y tradiciones de la cocina norteamericana.